# Incidente aereo di Beaumont-la-Ronce del 23 giugno 1938
Il 23 giugno 1938 un bombardiere Potez 540 della Section Centrale des Transports Aériens (SCTA) precipitò a Beaumont-la-Ronce poco dopo essere decollato dall'aeroporto di Tours, con la morte di tutti e sette i membri dell'equipaggio.

## L'incidente

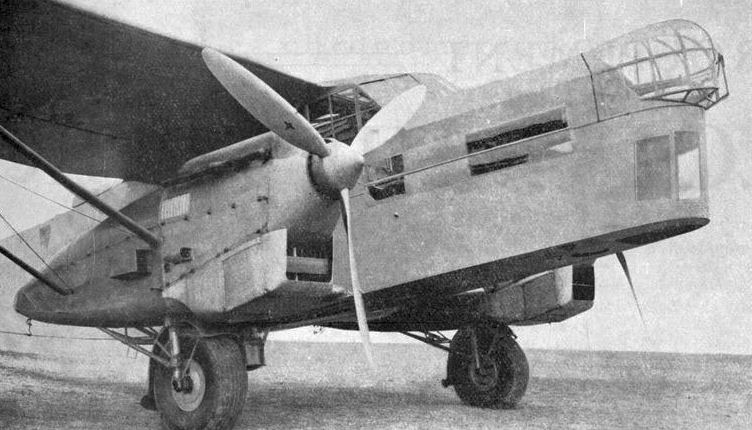
Un Potez 540 sulla pista di atterraggio

Alle 23:17 del 22 giugno 1938 il Potez 540 n.135 (FF-ANJO), destinato ai voli ministeriali, partito dalla base aerea di Châteauroux, atterrò all'aeroporto di Parçay-Meslay-Tours per effettuare il rifornimento di carburante.
L'equipaggio del velivolo era potenziato, comprendendo sette membri appartenenti alla Section Centrale des Transports Aériens (SCTA), allora al comando di Maurice Rossi, e si stava addestrando al volo notturno. Era composto dal capitano Georges Reynaud, primo pilota, originario dell'Aude, già pilota personale del Ministro dell'aeronautica Pierre Cot e che aveva partecipato alla Coppa Schneider, dal capitano Jean Ranieri del 31º Reggimento d'aviazione, passeggero, dal capitano Maurice Marmagnant, anch'esso del 31º, passeggero, dal tenente Paul Canal, dal tenente René Perret della Marine nationale, destinato secondo i giornali dell'epoca ad assumere il comando della componente aerea della portaerei Béarn, dal sergente maggiore Albert Thibault, operatore radio, e dal sergente Yves Fabre, meccanico motorista.
Il volo di addestramento di quella sera li aveva portati in giro per la regione: Vélizy-Villacoublay, Orléans, Châteauroux e Tours-Parçay-Meslay, prima di rientrare a Vélizy-Villacoublay. Subito dopo essere decollato da Parçay-Meslay, il bimotore Potez 540 ebbe problemi ai propulsori mentre era ancora a bassa quota, una decina di chilometri a nord dell'aeroporto, nel comune di Beaumont-la-Ronce. Un testimone oculare riferì che l'aereo stava volando a bassa quota, alla ricerca di un terreno su cui atterrare in emergenza, con i motori che perdevano potenza. Egli dichiarò: Avevamo un cavallo malato. Verso mezzanotte mi sono alzato per andare alle stalle. Fu allora che vidi un aeroplano che, virando nel cielo, volò un po' più in là, virò, poi tornò a passare sopra la fattoria. Stava volando così basso che ho temuto che avrebbe colpito un hangar. Dopo un minuto o due risuonò una tremenda esplosione, tanto che la casa tremò, poi un grande bagliore si levò dalla valle di Choisille. Ho pensato subito che fosse successo un incidente, ho allertato mio padre e mia sorella e, presa la mia bicicletta, sono andato sul posto.
Come per l'incidente di Saint-Laurent-en-Gâtines nel mese di febbraio, gli aviatori non ebbero scampo. La campagna offriva piste di atterraggio ideali, ma l'aereo entrò nella valle de la Choisille. Il prato, che sembrava garantire un sicuro atterraggio, era in realtà una torbiera e il velivolo, che aveva appena effettuato il rifornimento di carburante, esplose all'impatto. I solenni funerali dei sette aviatori si svolsero il 25 giugno nella cattedrale di Tours. Dopo gli incidenti di Saint-Laurent-en-Gâtines (cinque morti) in febbraio, quello di Beaumont-la-Ronce (sette morti) e di Reims, una settimana più tardi (cinque morti), le autorità militari diedero vita ad altrettante indagini che furono pubblicate sulla stampa già il 1º luglio.
Per l'incidente di Beaumont-la-Ronce la causa fu individuata nella perdita di potenza del motore sinistro che, con la virata quasi certamente a sinistra, comportò una notevole perdita di quota. Il pilota tuttavia sapeva che l'aereo si stava avvicinando pericolosamente al suolo, poiché aveva acceso i fari di atterraggio Holt (questi razzi erano stati accesi dal pilota, osservazione fatta sul posto). Vedendosi improvvisamente davanti una collina boscosa, il pilota aveva effettuato una brusca virata a destra per evitarla, virata che portò la punta dell'ala destra a contatto con il suolo (tracce registrate con precisione).
Il 27 giugno il generale Henri Jauneaud, comandante ad interim della 2ª Regione aerea, scagionò i piloti da ogni responsabilità. Il tenente colonnello Tavera, tuttavia, concluse la sua relazione così: Tuttavia, ai piloti del Potez 540 dovrebbero essere date istruzioni formali affinché i voli diurni e notturni vengano effettuati in condizioni normali, vale a dire con il carrello retratto.
L'inchiesta del comando aveva infatti rivelato una stupefacente prassi dei piloti: Si è notato che i piloti della Sezione trasporto aereo avevano preso l'abitudine di non ritrarre i carrelli di atterraggio in volo notturno. Questa abitudine deriva dal fatto che, all'inizio dell'entrata in servizio del Potez 540, alcuni equipaggi avevano notato difficoltà nelle manovre del carrello durante il volo. L'ispezione tecnica aveva inoltre studiato questo modo di operare nell'agosto 1935 e nel gennaio 1938.
Fu considerato il più grande disastro aereo in Touraine fino a quando, l'anno successivo, due bombardieri Bloch MB 210, fra vui quello del tenente colonnello Mailloux, si scontrarono sopra la base aerea di Tours.

### Annotazioni
1. ↑  Rossi era stato compagno di record di Paul Codos e pilota personale del generale Joseph Tulasne.

### Fonti
1. 1 2 3 4 5 6 7 8 9 10 11 12 13 14  Aeroplane de Touraine.
2. 1 2 3 4 5  Bureau of Aircraft Accidents Archivies.